# Lionel Atwill
Lionel Alfred William Atwill (n. 1 martie 1885, Greater London, Anglia, Regatul Unit al Marii Britanii și Irlandei – d. 22 aprilie 1946, Pacific Palisades⁠(d), California, SUA) a fost un actor englez de teatru și film.

## Filmografie
- Eve's Daughter (1918)
- Doctor X (1932)
- The Vampire Bat (1933)
- Mystery of the Wax Museum (1933)
- The Sphinx (1933)
- The Song of Songs (1933)
- Secret of the Blue Room (1933)
- Murders in the Zoo (1933)
- The Solitaire Man (1933)
- Stamboul Quest (1934)
- Beggars in Ermine (1934)
- Nana (1934)
- The Age of Innocence (1934)
- The Devil Is a Woman (1935)
- Mark of the Vampire (1935)
- The Murder Man (1935)
- Rendezvous (1935)
- 1935 Căpitanul Blood (Captain Blood), r. Michael Curtiz
- Till We Meet Again (1936)
- The Wrong Road (1937)
- The High Command (1937)
- Lancer Spy (1937)
- The Great Garrick (1937)
- Three Comrades (1938)
- 1938 Valsul nemuritor (The Great Waltz), regia Julien Duvivier
- Son of Frankenstein (Fiul lui Frankenstein) (1939) ca Inspector Krogh
- The Three Musketeers (1939)
- The Hound of the Baskervilles (1939)
- The Gorilla (1939)
- Mr. Moto Takes a Vacation (1939)
- Charlie Chan in Panama (1940)
- Johnny Apollo (1940)
- Charlie Chan's Murder Cruise (1940)
- Boom Town (1940)
- Man Made Monster (1941) re-lansat ca The Atomic Monster; ca Dr. Paul Rigas
- To Be or Not to Be (1942)
- The Ghost of Frankenstein (1942) ca Dr. Theodore Bohmer
- Junior G-Men of the Air (1942 serial)
- Pardon My Sarong (1942)
- Night Monster (1942)
- Sherlock Holmes and the Secret Weapon (1943)
- Frankenstein Meets the Wolf Man (Frankenstein contra Omul-Lup) (1943) ca Primar
- Secrets of Scotland Yard (1944)
- Captain America (1944 serial)
- Raiders of Ghost City (1944 serial)
- House of Frankenstein (1944)
- Lady in the Death House (1944)
- Crime, Inc. (1945)
- Fog Island (1945)
- House of Dracula (1945)
- Lost City of the Jungle (serial din 1946)

## Legături externe
Materiale media legate de Lionel Atwill la Wikimedia Commons
- Lionel Atwill la Internet Movie Database
- en Lionel Atwill la Internet Broadway Database
- Lionel Atwill la Find a Grave
- Official Lionel Atwill - Web Site & Fan Club